# Harmothoe panamensis
Harmothoe panamensis är en ringmaskart som beskrevs av Kirkegaard 1995. Harmothoe panamensis ingår i släktet Harmothoe och familjen Polynoidae. Inga underarter finns listade i Catalogue of Life.